# Borislava
Borislava je žensko osebno ime.

## Izvor imena
Ime Borislava je ženska oblika moškega osebnega imena Borislav.

## Različice imena
Bora, Borena, Bori, Borica, Borika, Borina, Borinka, Borja, Borjana, Borjanka, Borka

## Pogostost imena
Po podatkih Statističnega urada Republike Slovenije je bilo na dan 31. decembra 2007 v Sloveniji število ženskih oseb z imenom Borislava: 75.

## Osebni praznik
Glede na pomensko povezavo bi lahko osebe z imenom Borislav oziroma Borislava praznovale god takrat kot Borisi, to je 2. maja ali 24. julija.